# إيما هانيغان
إيما هانيغان (بالإنجليزية: Emma Hannigan)‏ (25 سبتمبر 1972 - 3 مارس 2018)؛ روائية أيرلندية.